# Tysklands MotoGP 2009
Tysklands MotoGP 2009 kördes den 19 juli på Sachsenring.

## MotoGP

### Slutresultat
| Plats | Förare           | Märke    | Grid | Kvaltid  |
| ----- | ---------------- | -------- | ---- | -------- |
| 1     | Valentino Rossi  | Yamaha   | 1    | 1.32,530 |
| 2     | Jorge Lorenzo    | Yamaha   | 2    | 1.33,160 |
| 3     | Dani Pedrosa     | Honda    | 8    | 1.34,725 |
| 4     | Casey Stoner     | Ducati   | 3    | 1.33,759 |
| 5     | Alex de Angelis  | Honda    | 5    | 1.34,490 |
| 6     | Toni Elías       | Honda    | 17   | 1.36,531 |
| 7     | Marco Melandri   | Kawasaki | 13   | 1.34,938 |
| 8     | Nicky Hayden     | Ducati   | 4    | 1.34,404 |
| 9     | Colin Edwards    | Yamaha   | 7    | 1.34,607 |
| 10    | James Toseland   | Yamaha   | 14   | 1.35,005 |
| 11    | Loris Capirossi  | Suzuki   | 9    | 1.34,741 |
| 12    | Niccolò Canepa   | Ducati   | 15   | 1.36,012 |
| 13    | Chris Vermeulen  | Suzuki   | 12   | 1.34,937 |
| 14    | Mika Kallio      | Ducati   | 10   | 1.34,771 |
| 15    | Gábor Talmácsi   | Honda    | 16   | 1.36,055 |
| 16    | Andrea Dovizioso | Honda    | 11   | 1.34,892 |
| 17    | Randy de Puniet  | Honda    | 6    | 1.34,564 |